# Desmoscolex gerlachi
Desmoscolex gerlachi är en rundmaskart som beskrevs av Timm 1970. Desmoscolex gerlachi ingår i släktet Desmoscolex och familjen Desmoscolecidae. Inga underarter finns listade i Catalogue of Life.